# Charissa remmi
Charissa remmi is een vlinder uit de familie spanners (Geometridae). De wetenschappelijke naam is voor het eerst geldig gepubliceerd in 1988 door Viidalepp.
De soort komt voor in Europa.